# Kasania arundinalis
Kasania arundinalis — вид лускокрилих комах родини вогнівок-трав'янок (Crambidae).

## Поширення
Вид поширений в Східній Європі (Польща, Україна, Росія) та Казахстані (виявлений на околоцях міста Уральськ)..

## Опис
Розмах крил 12-14 мм. Передні крила рівномірно темно-коричневі, у самиць є дві світліші плями по центру. Задні крила жовті.

## Спосіб життя
Метелики літають з травня по серпень. Виявлені серед очерету. Про спосіб життя нічого невідомо.